# Peniel Shin
Shin Dong-geun (hangul: 신동근, nascido em 10 de março de 1993), mais conhecido na carreira musical seu nome artístico Peniel Shin (hangul: 프니엘), é um cantor e rapper estadunidense de origem sul-coreana. Ele estreou como membro do grupo masculino BTOB em 2012.

## Biografia
Peniel nasceu em 10 de março de 1993 em Chicago, Illinois, Estados Unidos. Ele frequentou Barbara B. Rose Elementary School antes de se formar na Barrington Middle School Prairie Campus.

## Carreira
Antes de entrar para a Cube Entertainment, ele treinou JYP Entertainment e apareceu no videoclipe Tasty San de San E em 2010. Em março de 2012, ele estreou como rapper do grupo BTOB. Ele se tornou o principal apresentador do programa da Arirang, Pops in Seul em 2013. Em 2016, Peniel atualizou fãs com o canal oficial no YouTube de vlog chamado POV, que apresenta atividades da vida diária de Peniel. Ele lançou sua primeira mixtape inglês com Kairos, intitulado Homesick em 1 de maio de 2016. Em 18 de setembro, o BTOB Blue lançou um videoclipe do single Stand By Me, que foi dirigido pelo próprio Peniel. Em 2017, Peniel teve sua primeira exposição fotográfica intitulada Penografia, que ocorreu em uma galeria chamada White Studio, localizada em Yeongdeungpo-gu, em Seul. A exposição foi realizada de 30 de março a 12 de abril.

## Discografia

### Mixtape
| Ano  | Título                 | Lista de músicas                                                                                    |
| ---- | ---------------------- | --------------------------------------------------------------------------------------------------- |
| 2016 | HOMESICK MIXTAPE VOL.1 | 1. Repeat (ft. Legaci) 2. Body Roll 3. Homesick 4. 1Up On Milhouse (ft. Typoh) 5. Farewell (ft. KO) |

### Aparições em vídeos musicais
| Ano  | Título    | Artista |
| ---- | --------- | ------- |
| 2010 | Tasty San | San E   |

## Filmografia
| Ano  | Título                       | Emissora | Papel                                                                       |
| ---- | ---------------------------- | -------- | --------------------------------------------------------------------------- |
| 2013 | Pops in Seoul                | Airang   | Apresentador                                                                |
| 2015 | After School Club            | Arirang  | Apresentador principal, episódios: 65, 66, 72, 74, 86, 90, 91, 92, 128, 177 |
| 2016 | Hello Counselor              | KBS      | Convidado no episódio 299                                                   |
| 2017 | Law of the Jungle In Sumatra | SBS      | Membro do elenco                                                            |